# (558) Carmen
(558) Carmen – planetoida z grupy pasa głównego asteroid okrążająca Słońce w ciągu 4 lat i 350 dni w średniej odległości 2,91 j.a. Została odkryta 9 lutego 1905 roku w Landessternwarte Heidelberg-Königstuhl w Heidelbergu przez Maxa Wolfa. Nazwa planetoidy pochodzi od bohaterki opery Carmen Georges’a Bizeta napisanej na podstawie noweli Prospera Mériméego. Przed jej nadaniem planetoida nosiła oznaczenie tymczasowe (558) 1905 QB.